# Chlorogomphus shanicus
Chlorogomphus shanicus är en trollsländeart som beskrevs av Wilson 2002. Chlorogomphus shanicus ingår i släktet Chlorogomphus och familjen kungstrollsländor. Inga underarter finns listade i Catalogue of Life.